# Maurice Konan Kouassi
Maurice Konan Kouassi (* 1938 in Adjékro, Elfenbeinküste) ist ein ivorischer Geistlicher und emeritierter römisch-katholischer Bischof von Daloa.

## Leben
Maurice Konan Kouassi empfing am 5. Juni 1965 die Priesterweihe.
Papst Johannes Paul II. ernannte ihn am 19. Dezember 1994 Bischof von Odienné. Die Bischofsweihe spendete ihm der emeritierte Erzbischof von Abidjan, Bernard Kardinal Yago, am 23. April 1995; Mitkonsekratoren waren Auguste Nobou, Erzbischof von Korhogo, und Barthélémy Djabla, Bischof von San Pedro-en-Côte d’Ivoire. 
Am 22. März 2005 wurde er zum Bischof von Daloa ernannt. Am 25. April 2018 nahm Papst Franziskus seinen altersbedingten Rücktritt an.